# Meioneta mongolica
Meioneta mongolica är en spindelart som beskrevs av Imre Loksa 1965. Meioneta mongolica ingår i släktet Meioneta och familjen täckvävarspindlar. Inga underarter finns listade i Catalogue of Life.